# Coliadinae
Le Coliadinae Swainson, 1827 sono una delle quattro sottofamiglie di lepidotteri appartenenti alla famiglia Pieridae.

## Distribuzione e habitat
Fatta eccezione per alcuni generi a diffusione paleartica (ad esempio Gonepteryx), la maggior parte delle specie è diffusa nella zona neotropicale, nella zona Etiopica o in quella indocinese.

## Tassonomia
Questo taxon comprende 15 generi, suddivisi in circa 300 specie:
- Anteos Hübner, 1819
- Aphrissa Butler, 1873
- Catopsilia Hübner, 1819
- Colias Fabricius, 1807
- Dercas Doubleday, 1847
- Eurema Hübner, 1819
- Gandaca Moore, 1906
- Gonepteryx Leach, 1815
- Kricogonia Reakirt, 1863
- Leucidia Doubleday, 1847
- Nathalis Boisduval, 1836
- Phoebis Hübner, 1819
- Prestonia Schaus, 1920
- Rhabdodryas Godman & Salvin, 1889
- Zerene Hübner, 1819